# Diocèse de Ciudad Guayana
Le diocèse de Ciudad Guayana (en latin : Diœcesis Civitatis Guayanensis ; en espagnol : Diócesis de Ciudad Guayana) est un diocèse de l'Église catholique au Venezuela, suffragant de l'archidiocèse de Ciudad Bolívar.

## Territoire

Carte des diocèses du Venezuela avec le diocèse de Ciudad Guayana en rouge

Le diocèse se situe sur une partie de l'État de Bolívar, l'autre partie de cet État est divisé entre l'archidiocèse de Ciudad Bolívar dont Ciudad Guayana est suffragant et le vicariat apostolique de Caroní. Son territoire a une superficie de 53596 km2   
avec 34 paroisses regroupées en 6 archidiaconés. Le siège épiscopal est situé dans la ville de Ciudad Guayana, c'est le seul diocèse du Venezuela qui ne possède pas de cathédrale ; actuellement c'est l'église de Notre-Dame de Fatima (es) qui fait office de siège temporaire pour l'évêque, la future cathédrale saint Jean-Paul II (es) étant en cours de construction. 

## Histoire
Le diocèse est érigé le 2 août 1979 par Jean-Paul II avec la lettre "Cum Nos Domini Nostri Mandato" en séparant une partie de l'archidiocèse de Ciudad Bolívar. Le même jour, le pape nomme Mgr Medardo Luzardo Romero, alors évêque du diocèse de San Carlos, 1er évêque de Ciudad Guayana et établit comme pro-cathédrale la paroisse Notre-Dame de Fatima à Puerto Ordaz. Le 24 novembre 1979, Mgr Ubaldo Calabresi, nonce apostolique au Venezuela exécute le décret du pape en déclarant le diocèse canoniquement érigé et constitué. Le 25 mars 1988, le diocèse s'étend, incorporant une grande partie du territoire de l'archidiocèse de Ciudad Bolívar.

## Évêques
- Medardo Luis Luzardo Romero (1979-1986) nommé archevêque de Ciudad Bolívar
- José de Jesús Núñez Viloria (1987-1990)
- Ubaldo Ramón Santana Sequera F.M.I, (1991-2000) nommé à l'archidiocèse de Maracaibo
- Mariano José Parra Sandoval (2001-2017) nommé à l'archidiocèse de Coro
- Helizandro Terán Bermúdez O.S.A (2017-  )

## Sources
- http://www.catholic-hierarchy.org